# Voinești (okręg Braiła)
Voinești – wieś w Rumunii, w okręgu Braiła, w gminie Măxineni. W 2011 roku liczyła 84 mieszkańców.